# Myriocladus churunensis
Myriocladus churunensis är en gräsart som beskrevs av Jason Richard Swallen. Myriocladus churunensis ingår i släktet Myriocladus och familjen gräs. Inga underarter finns listade i Catalogue of Life.